# Maine Mór mac Conchobair
Maine Mór mac Conchobair (mort en 1271),  est le 3e roi d'Uí Maine issu de la lignée des Ó Ceallaigh (anglicisé en  O' Kellys)  il règne de 1268 à sa mort.

## Contexte
Maine Mor mac Conchobair est le cadet des deux fils nés de  Conchobar mac Domnaill Móir et de sa seconde épouse Derbhforgaill Ní Loughlin fille de Ó Loughlin de Burren.Il succède à son père mais meurt trois ans plus tard.

## Source
- (en) T.W Moody, F.X. Martin et F.J. Byrne, A New History of Ireland IX Maps, Genealogies, Lists. A companion to Irish History part II, Oxford, Oxford University Press, 2011, 690 p. (ISBN 978-0-19-959306-4)